# Nati nel 1944/Giugno
| Questa pagina contiene informazioni ricavate automaticamente dalle voci biografiche con l'ausilio del template Bio e di un bot. L'aggiornamento è periodico e automatico e ricostruisce completamente la pagina. Se manca una persona in questa lista, sei pregato di non aggiungerla, ma accertati piuttosto che la sua voce biografica contenga il template Bio e che i dati anagrafici siano correttamente compilati. Se il template Bio manca, inseriscilo tu stesso o, in alternativa, metti l'avviso {{tmp\|Bio}} che ne segnala la mancanza. Se i dati riportati sono sbagliati, correggi direttamente la voce biografica; le modifiche saranno visibili in questa lista entro pochi giorni. Per chiarimenti vedi il progetto biografie. La lista contiene solo le 223 persone che sono citate nell'enciclopedia e per le quali è stato implementato correttamente il template Bio. Pagina aggiornata al 2 ago 2025. |

- 1º giugno - Pietro Archiati, filosofo, scrittore e editore italiano († 2022)
- 1º giugno - Haïm Brezis, matematico francese († 2024)
- 1º giugno - Gerhard Frey, matematico tedesco
- 1º giugno - Antonio Kuk, calciatore e saggista italiano († 2022)
- 1º giugno - Robert Powell, attore britannico
- 1º giugno - Guy Scott, politico zambiano
- 1º giugno - Alberto Vivian, calciatore italiano († 1995)
- 1º giugno - Rafael Viñoly, architetto uruguaiano († 2023)
- 2 giugno - Alain Caillé, sociologo francese
- 2 giugno - Gua Ah-leh, attrice e cantante taiwanese
- 2 giugno - Marvin Hamlisch, compositore, musicista e direttore d'orchestra statunitense († 2012)
- 2 giugno - Mario Merlino, attivista, scrittore e traduttore italiano
- 2 giugno - Carmine Santo Patarino, politico italiano
- 2 giugno - Carlo Stelluti, sindacalista e politico italiano († 2023)
- 2 giugno - Miyuki Ueda, doppiatrice giapponese
- 2 giugno - Garo Yepremian, giocatore di football americano statunitense († 2015)
- 3 giugno - Leon Barmore, ex cestista e allenatore di pallacanestro statunitense
- 3 giugno - Eugenio Baroncelli, scrittore italiano
- 3 giugno - Pierluigi Concutelli, terrorista italiano († 2023)
- 3 giugno - Vittorio Marcelli, ex ciclista su strada italiano
- 3 giugno - Edith McGuire, ex velocista e lunghista statunitense
- 3 giugno - Eddy Ottoz, ex ostacolista e politico italiano
- 3 giugno - Bruno Pedron, vescovo cattolico italiano († 2022)
- 3 giugno - Elvio Salvori, allenatore di calcio e ex calciatore italiano
- 3 giugno - Fabienne Shine, cantante, modella e attrice francese
- 3 giugno - Ante Sirković, calciatore jugoslavo († 2019)
- 3 giugno - Henryk Szordykowski, mezzofondista polacco († 2022)
- 3 giugno - Tony Vilas, attore argentino († 2013)
- 4 giugno - Antoine, cantautore francese
- 4 giugno - Serge Daney, critico cinematografico francese († 1992)
- 4 giugno - Marianne Gruber, scrittrice austriaca
- 4 giugno - Vincent Palermo, mafioso e collaboratore di giustizia statunitense
- 4 giugno - Michelle Phillips, cantante, cantautrice e attrice statunitense
- 4 giugno - Ricky Shayne, cantante e attore francese († 2024)
- 4 giugno - Massimo Struffi, politico italiano
- 5 giugno - Jim Andrew Brogan, calciatore scozzese († 2018)
- 5 giugno - Massimo Cacciari, filosofo, saggista e politico italiano
- 5 giugno - Whitfield Diffie, crittografo statunitense
- 5 giugno - Juan Fabila Mendoza, ex pugile messicano
- 5 giugno - Chris Finnegan, pugile britannico († 2009)
- 5 giugno - Walter Hudson, showman e editore statunitense († 1991)
- 5 giugno - Jon Kabat-Zinn, biologo e scrittore statunitense
- 5 giugno - Lis Nilheim, attrice svedese († 2025)
- 5 giugno - Giuseppe Santonico, calciatore italiano († 2024)
- 5 giugno - Colm Wilkinson, tenore irlandese
- 6 giugno - Monty Alexander, pianista giamaicano
- 6 giugno - Patricio Cornejo, ex tennista cileno
- 6 giugno - Edgar Froese, musicista tedesco († 2015)
- 6 giugno - David Alan Harvey, fotografo statunitense
- 6 giugno - Jacques Madubost, altista francese († 2018)
- 6 giugno - Luigi Moretti, politico italiano
- 6 giugno - Jorge Oyarbide, calciatore uruguaiano († 2013)
- 6 giugno - Valerio Pocar, avvocato e sociologo italiano
- 6 giugno - Manfred Schmid, ex slittinista austriaco
- 6 giugno - Phillip Sharp, genetista e biologo statunitense
- 6 giugno - Tommie Smith, ex velocista e ex giocatore di football americano statunitense
- 6 giugno - Piera Vidale, attrice e doppiatrice italiana († 2018)
- 6 giugno - Roland West, ex cestista statunitense
- 7 giugno - Sam Ball, giocatore di football americano statunitense († 2023)
- 7 giugno - Alfredo Del Francia, schermidore italiano († 2006)
- 7 giugno - Kjartan Fløgstad, scrittore norvegese
- 7 giugno - Sulochana Gadgil, meteorologa e oceanografa indiana († 2025)
- 7 giugno - Calvin Graham, ex cestista statunitense
- 7 giugno - Attilio Lombard, ex fondista italiano
- 7 giugno - Christopher Pennock, attore statunitense († 2021)
- 7 giugno - Cazzie Russell, ex cestista e allenatore di pallacanestro statunitense
- 7 giugno - Gaetano Silvestri, giurista italiano
- 7 giugno - Gianfranco Trombini, calciatore italiano († 2022)
- 7 giugno - Clarence White, chitarrista statunitense († 1973)
- 7 giugno - Konrad Zdarsa, vescovo cattolico tedesco
- 8 giugno - Mogens Berg, ex calciatore danese
- 8 giugno - David Craig, allenatore di calcio e ex calciatore nordirlandese
- 8 giugno - Marc Ouellet, cardinale, arcivescovo cattolico e teologo canadese
- 8 giugno - Boz Scaggs, chitarrista, cantante e compositore statunitense
- 8 giugno - Henry F. Schaefer, III, chimico statunitense
- 8 giugno - Mario Todini, politico italiano
- 8 giugno - Ken Wilburn, cestista statunitense († 2016)
- 9 giugno - Alexandre Bretholz, ex schermidore svizzero
- 9 giugno - Jeanne DuPrau, scrittrice statunitense
- 9 giugno - Christine Goitschel, ex sciatrice alpina francese
- 9 giugno - Bernard Queysanne, regista francese
- 10 giugno - Lucio Boccaletto, ex rugbista a 15, allenatore di rugby a 15 e dirigente sportivo italiano
- 10 giugno - Alberto Gómez, calciatore uruguaiano († 2020)
- 10 giugno - Gian Paolo Mele, direttore di coro, compositore e etnomusicologo italiano († 2018)
- 10 giugno - Sergio Pecorelli, medico italiano
- 11 giugno - Sergio Givone, filosofo italiano
- 11 giugno - Georgij Kulikov, ex nuotatore sovietico
- 11 giugno - Marcel Mignot, ex pilota automobilistico francese
- 11 giugno - Rolando, calciatore portoghese († 2022)
- 11 giugno - Haim Starkman, ex cestista e allenatore di pallacanestro israeliano
- 11 giugno - James van Hoften, ex astronauta e ingegnere statunitense
- 12 giugno - Nelson Acosta, allenatore di calcio e ex calciatore uruguaiano
- 12 giugno - Jean-Miguel Garrigues, presbitero, teologo e docente francese
- 12 giugno - Lionel Gendron, vescovo cattolico canadese
- 12 giugno - Terence Kelly, attore canadese
- 12 giugno - Maurizio Millenotti, costumista italiano
- 13 giugno - Ban Ki-moon, politico e diplomatico sudcoreano
- 13 giugno - Antonio Carmine Centi, politico italiano († 2024)
- 13 giugno - Gary Keller, ex cestista statunitense
- 13 giugno - Gordon Wallace, ex calciatore scozzese
- 14 giugno - José Barrias, artista portoghese († 2020)
- 14 giugno - Jordi Bernet, fumettista spagnolo
- 14 giugno - Joe Grifasi, attore statunitense
- 15 giugno - Piero Vigorelli, giornalista, scrittore e conduttore televisivo italiano
- 16 giugno - Nicholas Anthony DiMarzio, vescovo cattolico statunitense
- 16 giugno - Annie Famose, ex sciatrice alpina francese
- 16 giugno - Tiziana Gualtieri, politica italiana
- 16 giugno - David Parsons, compositore neozelandese († 2025)
- 16 giugno - Brian Protheroe, cantautore e attore inglese
- 16 giugno - Ian Smith, rugbista a 15 e militare britannico
- 17 giugno - Žanna Bičevskaja, cantautrice russa
- 17 giugno - Chucho Castillo, pugile messicano († 2013)
- 17 giugno - Peter Giles, bassista e cantante britannico
- 17 giugno - Ed Johnson, cestista e allenatore di pallacanestro statunitense († 2016)
- 17 giugno - Randy Johnson, giocatore di football americano statunitense († 2009)
- 17 giugno - Annemie Neyts-Uyttebroeck, politica belga
- 17 giugno - Massimo Osti, designer e stilista italiano († 2005)
- 17 giugno - Jacques Pellegrin, pittore francese († 2021)
- 17 giugno - Vasilīs Psīfidīs, allenatore di calcio e ex calciatore greco
- 17 giugno - Chris Spedding, chitarrista inglese
- 17 giugno - Renzo Tosolini, politico italiano
- 18 giugno - Viktor Petrovič Gajduk, politologo, critico letterario e saggista russo
- 18 giugno - Rick Griffin, artista statunitense († 1991)
- 18 giugno - Barbara Pietrzak, esperantista e giornalista polacca
- 18 giugno - Sandy Posey, cantante statunitense († 2024)
- 18 giugno - Salvador Sánchez Cerén, politico salvadoregno
- 19 giugno - Nicolás Alvarado, ex cestista panamense
- 19 giugno - Peter Bardens, musicista britannico († 2002)
- 19 giugno - Moe Barr, ex cestista statunitense
- 19 giugno - Chico Buarque de Hollanda, cantautore, compositore e scrittore brasiliano
- 19 giugno - Susanne Linke, danzatrice e coreografa tedesca
- 19 giugno - Mátyás Ránky, ex cestista e allenatore di pallacanestro ungherese
- 20 giugno - Ralph Dennis Cook, statistico statunitense
- 20 giugno - Floro Finistauri, aviatore italiano († 1983)
- 20 giugno - Gillian Hanna, attrice e doppiatrice irlandese († 2019)
- 20 giugno - Cheryl Holdridge, attrice statunitense († 2009)
- 20 giugno - John McCook, attore statunitense
- 20 giugno - Suzanne Osten, regista e sceneggiatrice svedese († 2024)
- 20 giugno - Riccardo Ventre, politico italiano
- 21 giugno - Juan Ignacio Basaguren, ex calciatore messicano
- 21 giugno - Franco Cordova, ex calciatore italiano
- 21 giugno - Ray Davies, cantante, cantautore e musicista britannico
- 21 giugno - Jon Hiseman, batterista britannico († 2018)
- 21 giugno - Tony Scott, regista, produttore cinematografico e produttore televisivo britannico († 2012)
- 21 giugno - Luigi Sgarbozza, ex ciclista su strada e giornalista italiano
- 21 giugno - Corinna Tsopei, modella e attrice greca
- 22 giugno - Peter Asher, cantante, chitarrista e produttore discografico britannico
- 22 giugno - Malcolm Cannon, ex danzatore su ghiaccio britannico
- 22 giugno - Helmut Dietl, regista tedesco († 2015)
- 22 giugno - Pierre Goldman, anarchico francese († 1979)
- 22 giugno - Ercole Gualazzini, ex ciclista su strada italiano
- 22 giugno - Sandra Bem, psicologa statunitense († 2014)
- 22 giugno - Gérard Mourou, fisico francese
- 22 giugno - Sandy Shellworth, sciatrice alpina e allenatrice di sci alpino statunitense († 2019)
- 22 giugno - Annarita Spinaci, cantante italiana
- 23 giugno - Clive Barker, allenatore di calcio sudafricano († 2023)
- 23 giugno - Luciano Cimmino, imprenditore, dirigente d'azienda e politico italiano
- 23 giugno - Günther Fischer, compositore, direttore d'orchestra e sassofonista tedesco
- 23 giugno - Natalino Fossati, allenatore di calcio e ex calciatore italiano
- 23 giugno - Pascal Mercier, scrittore e filosofo svizzero († 2023)
- 23 giugno - Gigi Rizzi, imprenditore e attore italiano († 2013)
- 23 giugno - Richard P. Stanley, matematico statunitense
- 23 giugno - Henri Weber, politico francese († 2020)
- 24 giugno - Camillo Ballin, vescovo cattolico e missionario italiano († 2020)
- 24 giugno - Jeff Beck, cantante e chitarrista britannico († 2023)
- 24 giugno - Dennis Butler, allenatore di calcio e ex calciatore inglese
- 24 giugno - Nancy Cartwright, filosofa statunitense
- 24 giugno - Ticky Holgado, attore, cantante e musicista francese († 2004)
- 24 giugno - Julian Holloway, attore britannico († 2025)
- 24 giugno - Kathryn Lasky, scrittrice statunitense
- 24 giugno - Juan Manuel González Lima, ex calciatore spagnolo
- 24 giugno - Petra Martínez, attrice spagnola
- 24 giugno - Tommy McMillan, allenatore di calcio e ex calciatore scozzese
- 24 giugno - Giovanni Pandico, mafioso italiano
- 24 giugno - Kaoru Shinoda, attore e doppiatore giapponese
- 24 giugno - Charlie Whitney, chitarrista britannico
- 24 giugno - Chris Wood, musicista, flautista e sassofonista britannico († 1983)
- 25 giugno - Prince Amartey, pugile ghanese († 2022)
- 25 giugno - Judith Dolan, costumista statunitense
- 25 giugno - Yasumasa Hane, goista giapponese
- 25 giugno - Ricardo Salgado, economista e banchiere portoghese
- 25 giugno - Mihajlo Vuković, cestista e allenatore di pallacanestro jugoslavo († 2021)
- 25 giugno - Bernard Wrightson, tuffatore statunitense
- 26 giugno - Bob Bedell, cestista statunitense († 2015)
- 26 giugno - Jorge Bolaños, calciatore ecuadoriano († 1996)
- 26 giugno - Nexhat Daci, politico kosovaro
- 26 giugno - Wolfgang Weber, ex calciatore e allenatore di calcio tedesco
- 26 giugno - Gennadij Zjuganov, politico e fisico russo
- 27 giugno - Doug Buffone, giocatore di football americano statunitense († 2015)
- 27 giugno - Marzio Dall'Acqua, storico dell'arte italiano
- 27 giugno - William F. Garrison, generale statunitense
- 27 giugno - José Jorge González, calciatore argentino († 1991)
- 27 giugno - Mario Guadagnolo, politico italiano
- 27 giugno - Will Jennings, cantautore statunitense († 2024)
- 27 giugno - Paul Koslo, attore tedesco († 2019)
- 27 giugno - Zezé Motta, attrice, cantante e doppiatrice brasiliana
- 27 giugno - Lourdes Roldán, ex schermitrice messicana
- 27 giugno - Dardano Sacchetti, sceneggiatore italiano
- 27 giugno - Patrick Sercu, pistard e ciclista su strada belga († 2019)
- 28 giugno - Benedetto Capizzi, mafioso italiano († 2023)
- 28 giugno - Philippe Druillet, disegnatore e fumettista francese
- 28 giugno - Otto Hofer, cavaliere svizzero
- 28 giugno - Luigi Maninetti, politico italiano
- 28 giugno - Roberto Marson, schermidore italiano († 2011)
- 28 giugno - Luis Nicolao, ex nuotatore argentino
- 28 giugno - Aleksandar Ristić, allenatore di calcio e ex calciatore bosniaco
- 28 giugno - Clino Trini Castelli, designer e artista italiano
- 29 giugno - Pietro Boccia, scrittore, sociologo e giornalista italiano
- 29 giugno - Gary Busey, attore statunitense
- 29 giugno - Lars Grini, ex saltatore con gli sci norvegese
- 29 giugno - Claude Humphrey, giocatore di football americano statunitense († 2021)
- 29 giugno - Piero Longo, politico e avvocato italiano
- 29 giugno - Ettore Maragnoli, mafioso italiano († 1996)
- 29 giugno - Michele, cantante italiano
- 29 giugno - Sean Patrick O'Malley, cardinale e arcivescovo cattolico statunitense
- 29 giugno - Collin Peterson, politico statunitense
- 29 giugno - Bob Rule, cestista statunitense († 2019)
- 29 giugno - Abdelkader Zaddem, ex mezzofondista tunisino
- 30 giugno - Robert James Carlson, arcivescovo cattolico statunitense
- 30 giugno - Terry Funk, wrestler e attore statunitense († 2023)
- 30 giugno - Fernando Larrañaga, allenatore di calcio a 5 argentino
- 30 giugno - Raymond Moody, medico, psicologo e parapsicologo statunitense
- 30 giugno - Joel Sternfeld, fotografo statunitense